# Adolphe Appia
Adolphe François Appia (Ginevra, 1º settembre 1862 – Nyon, 29 febbraio 1928) è stato uno scenografo svizzero.

## Biografia
Nacque nella Svizzera di lingua francese in una famiglia di rigida fede calvinista.
Il padre, Louis Appia, fu uno dei medici fondatori della Croce Rossa Internazionale, il fratello maggiore uno stimato banchiere che non vedeva di buon occhio l'inclinazione artistica e bohemienne di Adolphe.
Solamente una delle sorelle, Helene, mostrò comprensione nei suoi confronti, arrivando ad aiutarlo economicamente, sebbene di nascosto.
Appia possedeva un carattere introverso e sensibile; studiò al collegio di Vevey fino al 1879. In seguito si dedicò allo studio della musica, trasferendosi dapprima in un conservatorio di Parigi, indi girovagando per numerose città europee come Lipsia, Dresda, Zurigo, Vienna, Ginevra.
Colpito dalla musica di Richard Wagner e dalla sua idea di opera d'arte totale (Gesamtkunstwerk), elaborò una personale visione dell'allestimento scenico, nel quale varie arti devono concorrere per un risultato omogeneo e unico: abbandonò così l'idea della centralità della parola dell'attore a favore dell'apparato scenografico per una totale compenetrazione del movimento del corpo in uno spazio scenico tridimensionale (dotato quindi di praticabili) accompagnato da musica e da un preciso studio illuminotecnico volto non a fare da semplice sfondo alla rappresentazione, ma a fungere da vero e proprio elemento drammaturgico e significante.
Nel 1911 collaborò alla realizzazione della sala per le rappresentazioni dell'Istituto aperto da Émile Jaques-Dalcroze a Hellerau, per il quale nel 1913 realizzò le scenografie dell'Orfeo ed Euridice di Gluck.
Sebbene non possa considerarsi strettamente un regista teatrale, le teorie sullo spazio scenico di Appia non possono essere riduttivamente considerate come opera di un artigiano scenografo: considerato l'inventore della cosiddetta "nuova scena", intuì l'importanza dell'elemento tecnico come fondamentale apporto per la valorizzazione del movimento scenico.

## Opere principali
- Attore, musica e scena, a cura di Marrotti Ferruccio, Bologna, Cue Press, 2020. ISBN 9788898442560.

## Filmografia
- Adolphe Appia, Visionary of Invisible, un film di Louis Mouchet, 1988.